# Canton de Vallet
Pour les articles homonymes, voir Vallet.
Le canton de Vallet est une circonscription électorale française située dans le département de la Loire-Atlantique (région Pays de la Loire).
À la suite du redécoupage cantonal de 2014, les limites territoriales du canton sont remaniées. Le nombre de communes du canton passe de 5 à 12.

## Histoire
- De 1833 à 1848, les cantons de Clisson et de Vallet avaient le même conseiller général. Le nombre de conseillers généraux était limité à 30 par département[5].
- Par décret du 25 février 2014, le nombre de cantons du département est divisé par deux, avec mise en application aux élections départementales de mars 2015. Le canton de Vallet est conservé et s'agrandit. Il passe de 5 à 12 communes[4].

## Représentation

### Conseillers d'arrondissement (de 1833 à 1940)
| Période                                  | Période | Identité                    | Étiquette | Qualité |
| ---------------------------------------- | ------- | --------------------------- | --------- | --- |
| 1833                                     | 1839    | Charles Guillaume Paimparay |           | Juge de paix à Vallet, ancien conseiller général                                                            |
|                                          |         |                             |           | |
| 1904                                     |         | M. Pusterle                 | Libéral   | Maire de Vallet                                                                                             |
|                                          |         |                             |           | |
| 1919                                     | 1925    | Évariste Dejoie             | URD       | Propriétaire à Nantes                                                                                       |
|                                          |         |                             |           | |
| 1934                                     | 1935    | Étienne Mahot (1888-1974)   | Droite    | Directeur de La Nantaise, maire de La Chapelle-Heulin                                                       |
| mars 1935                                | 1940    | Étienne Sautejeau           |           | Maire du Pallet                                                                                             |
| 1940                                     |         |                             |           | Les conseils d'arrondissement ont été suspendus par la loi du 12 octobre 1940 et n'ont jamais été réactivés |
| Les données manquantes sont à compléter. |         |                             |           | |

### Conseillers généraux de 1833 à 2015
| Période | Période      | Identité                                         | Étiquette    | Qualité                                                                                       |
| ------- | ------------ | ------------------------------------------------ | ------------ | --------------------------------------------------------------------------------------------- |
| 1833    | 1833 (décès) | Antoine Fougnot (1772-1833)                      |              | Médecin Maire de Clisson (1830-1833)                                                          |
| 1833    | 1839         | Jean-Baptiste Bureau-Robinière (1800-1872)       |              | Médecin à l'hospice Maire de Clisson (1834)                                                   |
| 1839    | 1845 (décès) | Charles Guillaume Paimparay (1775-1845)          |              | Juge de paix, propriétaire, conseiller d'arrondissement Ancien maire de Vallet (1803-1815)    |
| 1845    | 1848         | Jean-Baptiste Bureau-Robinière                   |              | Médecin à Clisson                                                                             |
| 1848    | 1871         | Ferdinand Fougnot (fils d'A. Fougnot, 1807-1883) |              | Docteur-médecin Maire de Vallet (1848-1870 et 1871-1872)                                      |
| 1871    | 1883         | Émile Vincent                                    | Républicain  | Propriétaire Maire de Vallet (1872-1874)                                                      |
| 1883    | 1889         | Julien René Victor Lanoë                         | Républicain  | Marchand de fer en gros à Nantes                                                              |
| 1889    | 1895         | Émile Bouanchaud                                 | Bonapartiste | Propriétaire Maire de Mouzillon (1861-1872 et 1881-1897)                                      |
| 1895    | 1919 (décès) | Julien René Victor Lanoë                         | Républicain  | Marchand de fer en gros à Nantes Maire de Savenay (1899-1904)                                 |
| 1919    | 1925         | Gaston Antoine Aimé Servat (1880-1947)           | Rad.         | Avocat Propriétaire à Nantes                                                                  |
| 1925    | 1934 (décès) | Évariste Dejoie                                  | URD          | Propriétaire à Nantes Maire de Vallet (1925-1934), conseiller d'arrondissement                |
| 1935    | 1937         | Étienne Mahot                                    | Droite       | Directeur de La Nantaise, conseiller d'arrondissement Maire de La Chapelle-Heulin (1929-1971) |
| 1937    | 1940         | Émile Gabory                                     | PSF          | Historien, poète, archiviste et viticulteur Premier adjoint au maire de Vallet                |
|         |              |                                                  |              |                                                                                               |
| 1945    | 1951         | Émile Gabory                                     | DVD          | Historien, poète, archiviste et viticulteur Premier adjoint au maire de Vallet                |
| 1951    | 1970         | Étienne Mahot                                    | DVD          | Directeur de La Nantaise Maire de La Chapelle-Heulin (1929-1971)                              |
| 1970    | 1976         | Henri Demangeau                                  | SE puis PS   | Entrepreneur en charpente et bois Adjoint au maire de Vallet (1971-1977)                      |
| 1976    | 1982         | André Barré                                      | DVD          | Directeur d'une société de transports Maire de Vallet (1971-1983)                             |
| 1982    | 1988         | Robert Bouet                                     | DVD          | Retraité de la Sécurité sociale Maire de Mouzillon (1971-1995)                                |
| 1988    | 1994         | Antoine Guilbaud                                 | DVD          | Négociant en vin Maire de Vallet (1983-1995)                                                  |
| 1994    | 2008         | Jean-Claude Douet                                | UDF          | Ingénieur, directeur technique à la ville de Nantes Maire du Pallet (1989-2008)               |
| 2008    | 2015         | René Baron                                       | PS           | Agriculteur Maire de La Regrippière (2001-2020)                                               |

#### Élection de mars 1994
Jean-Claude Douet, maire divers droite du Pallet et seul candidat au second tour, est élu conseiller général et succède au sortant Antoine Guilbaud.
| Candidats                    | Candidats          | Étiquette   | Premier tour | Premier tour | Second tour | Second tour |
| Candidats                    | Candidats          | Étiquette   | Voix         | %            | Voix        | %           |
| ---------------------------- | ------------------ | ----------- | ------------ | ------------ | ----------- | ----------- |
|                              | Jean-Claude Douet  | DVD         | 2 647        | 45,96        | 3 324       | 100,00      |
|                              | Antoine Guilbaud * | UDF (UPF)   | 1 633        | 28,36        |             |             |
|                              | Paul Pavageau      | PS          | 665          | 11,55        |             |             |
|                              | Madeleine Poilane  | FN          | 403          | 7,00         |             |             |
|                              | Marc Magnou        | MDC         | 237          | 4,12         |             |             |
|                              | Yves Ardil         | PCF         | 174          | 3,02         |             |             |
|                              |                    |             |              |              |             |             |
| Inscrits                     | Inscrits           | Inscrits    | 9 200        | 100,00       | 9 198       | 100,00      |
| Abstentions                  | Abstentions        | Abstentions | 3 088        | 33,56        | 5 153       | 56,02       |
| Votants                      | Votants            | Votants     | 6 112        | 66,43        | 4 045       | 43,98       |
| Exprimés                     | Exprimés           | Exprimés    | 5 759        | 62,60        | 3 324       | 36,14       |
| * Conseiller général sortant |                    |             |              |              |             |             |

#### Élection de mars 2001
Jean-Claude Douet, conseiller général sortant UDF, est réélu dès le premier tour.
| Candidats                    | Candidats             | Étiquette      | Premier tour | Premier tour |
| Candidats                    | Candidats             | Étiquette      | Voix         | %            |
| ---------------------------- | --------------------- | -------------- | ------------ | ------------ |
|                              | Jean-Claude Douet *   | UDF            | 3 833        | 59,52        |
|                              | Bernard Lambert       | PS             | 1 177        | 18,28        |
|                              | Michel Pouplin        | LV             | 713          | 11,07        |
|                              | Michel Duret          | FN             | 312          | 4,84         |
|                              | Marie-Christine Leray | PCF            | 265          | 4,11         |
|                              | Myriam Duhamel        | MNR            | 140          | 2,17         |
|                              |                       |                |              |              |
| Inscrits                     | Inscrits              | Inscrits       | 10 460       | 100,00       |
| Abstentions                  | Abstentions           | Abstentions    | 3 575        | 34,18        |
| Votants                      | Votants               | Votants        | 6 885        | 65,82        |
| Blancs et nuls               | Blancs et nuls        | Blancs et nuls | 245          | 6,46         |
| Exprimés                     | Exprimés              | Exprimés       | 6 640        | 93,54        |
| * Conseiller général sortant |                       |                |              |              |

#### Élection de mars 2008
René Baron, candidat divers gauche soutenu par le Parti socialiste, est élu au second tour, faisant basculer le canton à gauche.
| Candidats      | Candidats       | Étiquette      | Premier tour | Premier tour | Second tour | Second tour |
| Candidats      | Candidats       | Étiquette      | Voix         | %            | Voix        | %           |
| -------------- | --------------- | -------------- | ------------ | ------------ | ----------- | ----------- |
|                | René Baron      | PS             | 3 377        | 40,01        | 4 073       | 57,12       |
|                | Paul Dalon      | UMP            | 3 368        | 39,91        | 3 057       | 42,88       |
|                | Alain Brevet    | LV             | 998          | 11,82        |             |             |
|                | Hervé Leca      | FN             | 351          | 4,16         |             |             |
|                | Raynald Guibert | PCF            | 346          | 4,10         |             |             |
|                |                 |                |              |              |             |             |
| Inscrits       | Inscrits        | Inscrits       | 12 568       | 100,00       | 12 566      | 100,00      |
| Abstentions    | Abstentions     | Abstentions    | 3 807        | 30,29        | 5 219       | 41,53       |
| Votants        | Votants         | Votants        | 8 761        | 69,71        | 7 347       | 58,47       |
| Blancs et nuls | Blancs et nuls  | Blancs et nuls | 321          | 3,66         | 217         | 2,95        |
| Exprimés       | Exprimés        | Exprimés       | 8 440        | 96,34        | 7 130       | 97,05       |

### Conseillers départementaux à partir de 2015
| Période élective | Période élective | Mandat | Mandat   | Identité             | Nuance | Nuance | Qualité                                                                           |
| ---------------- | ---------------- | ------ | -------- | -------------------- | ------ | ------ | --------------------------------------------------------------------------------- |
| 2015             | 2021             | 2015   | 2021     | Pierre Bertin        |        | LR     | Cadre administratif Maire du Landreau (2014-2020)                                 |
| 2015             | 2021             | 2015   | 2021     | Charlotte Luquiau    |        | DVD    | Juriste au conseil général de la Vendée Ancienne conseillère municipale de Vallet |
| 2021             | 2028             | 2021   | en cours | Charlotte Luquiau    |        | DVD    | Conseillère sortante                                                              |
| 2021             | 2028             | 2021   | en cours | Jean-Pierre Marchais |        | LR     | Conseiller municipal de Saint-Julien-de-Concelles                                 |

### Résultats détaillés

#### Élections de mars 2015
À l'issue du 1er tour des élections départementales de 2015, deux binômes sont en ballottage : Pierre Bertin et Charlotte Luquiau (Union de la Droite, 43,73 %) et René Baron et Réjane Sécher (PS, 25,04 %). Le taux de participation est de 52,59 % (17 209 votants sur 32 725 inscrits) contre 50,7 % au niveau départemental et 50,17 % au niveau national.
Au second tour, Pierre Bertin et Charlotte Luquiau (Union de la Droite) sont élus avec 62,11 % des suffrages exprimés et un taux de participation de 48,71 % (9 057 voix pour 15 943 votants et 32 731 inscrits).

#### Élections de juin 2021
Le premier tour des élections départementales de 2021 est marqué par un très faible taux de participation (33,26 % au niveau national). Dans le canton de Vallet, ce taux de participation est de 29,65 % (10 633 votants sur 35 861 inscrits) contre 31,09 % au niveau départemental. À l'issue de ce premier tour, deux binômes sont en ballottage : Charlotte Luquiau et Jean-Pierre Marchais (Union à droite, 45,7 %) et Aurélie Meriau et Jean Teurnier (DVG, 42,62 %).
Le second tour des élections est marqué une nouvelle fois par une abstention massive équivalente au premier tour. Les taux de participation sont de 34,36 % au niveau national, 32,4 % dans le département et 30,15 % dans le canton de Vallet. Charlotte Luquiau et Jean-Pierre Marchais (Union à droite) sont élus avec 53,18 % des suffrages exprimés (5 479 voix pour 10 814 votants et 35 869 inscrits),,. 

## Composition

### Composition avant 2015

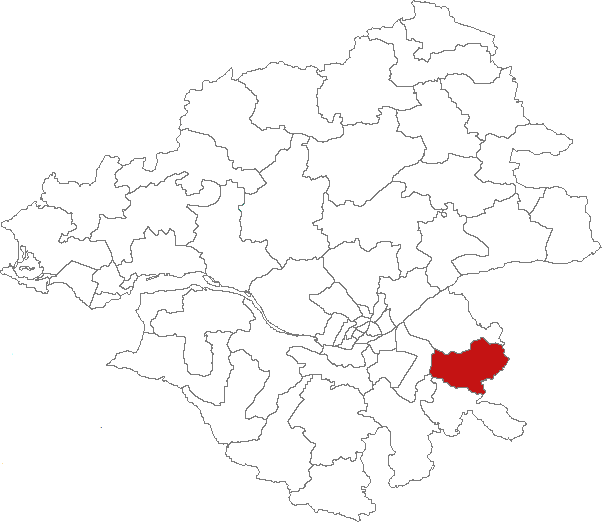
Situation du canton de Vallet dans le département de la Loire-Atlantique avant 2015.

Le canton regroupait six communes.
| Nom                | Code Insee | Codepostal | Superficie (km2) | Population (dernière pop. légale) | Densité (hab./km2) |
| ------------------ | ---------- | ---------- | ---------------- | --------------------------------- | ------------------ |
| Vallet (chef-lieu) | 44212      | 44330      | 58,96            | 8 579 (2012)                      | 146                |
| La Chapelle-Heulin | 44032      | 44330      | 13,47            | 3 209 (2012)                      | 238                |
| Mouzillon          | 44108      | 44330      | 16,50            | 2 676 (2012)                      | 162                |
| Le Pallet          | 44117      | 44330      | 11,75            | 3 111 (2012)                      | 265                |
| La Regrippière     | 44140      | 44330      | 18,17            | 1 534 (2012)                      | 84                 |

### Composition depuis 2015
Lors du redécoupage de 2014, le canton de Vallet comptait douze communes.
À la suite de la fusion, au 1er janvier 2016, des communes de Barbechat et de La Chapelle-Basse-Mer pour former la commune nouvelle de Divatte-sur-Loire, le canton compte désormais onze communes.
| Nom                            | Code Insee | Intercommunalité  | Superficie (km2) | Population (dernière pop. légale) | Densité (hab./km2) | Modifier                                    |
| ------------------------------ | ---------- | ----------------- | ---------------- | --------------------------------- | ------------------ | ------------------------------------------- |
| Vallet (bureau centralisateur) | 44212      | CC Sèvre et Loire | 58,96            | 9 524 (2022)                      | 162                | modifier les données · modifier les données |
| La Boissière-du-Doré           | 44016      | CC Sèvre et Loire | 9,41             | 1 114 (2022)                      | 118                | modifier les données · modifier les données |
| La Chapelle-Heulin             | 44032      | CC Sèvre et Loire | 13,47            | 3 443 (2022)                      | 256                | modifier les données · modifier les données |
| Divatte-sur-Loire              | 44029      | CC Sèvre et Loire | 33,90            | 7 158 (2022)                      | 211                | modifier les données · modifier les données |
| Le Landreau                    | 44079      | CC Sèvre et Loire | 23,98            | 3 214 (2022)                      | 134                | modifier les données · modifier les données |
| Le Loroux-Bottereau            | 44084      | CC Sèvre et Loire | 45,31            | 8 595 (2022)                      | 190                | modifier les données · modifier les données |
| Mouzillon                      | 44108      | CC Sèvre et Loire | 16,50            | 2 903 (2022)                      | 176                | modifier les données · modifier les données |
| Le Pallet                      | 44117      | CC Sèvre et Loire | 11,75            | 3 374 (2022)                      | 287                | modifier les données · modifier les données |
| La Regrippière                 | 44140      | CC Sèvre et Loire | 18,17            | 1 559 (2022)                      | 86                 | modifier les données · modifier les données |
| La Remaudière                  | 44141      | CC Sèvre et Loire | 12,98            | 1 288 (2022)                      | 99                 | modifier les données · modifier les données |
| Saint-Julien-de-Concelles      | 44169      | CC Sèvre et Loire | 31,74            | 7 768 (2022)                      | 245                | modifier les données · modifier les données |
| Canton de Vallet               | 4430       |                   | 276,17           | 49 940 (2022)                     | 181                | modifier les données                        |

## Démographie

### Démographie avant 2015
| 1962  | 1968  | 1975   | 1982   | 1990   | 1999   | 2006   | 2011   | 2012   |
| ----- | ----- | ------ | ------ | ------ | ------ | ------ | ------ | ------ |
| 9 377 | 9 571 | 10 052 | 11 833 | 12 796 | 13 901 | 17 038 | 18 890 | 19 109 |

### Démographie depuis 2015
En 2022, le canton comptait 49 940 habitants, en évolution de +6,67 % par rapport à 2016 (Loire-Atlantique : +6,68 %, France hors Mayotte : +2,11 %).
| 2013   | 2018   | 2022   |
| ------ | ------ | ------ |
| 45 735 | 47 805 | 49 940 |